# Coregonus johannae
Genre
Espèce
Statut de conservation UICN

 EX  : Éteint
Coregonus johannae est une espèce disparue de poissons voisins des saumons, appartenant à la famille des salmonidés. Il a vécu dans les lacs Huron et Michigan d'où il a disparu respectivement en 1952 et en 1951 pour cause de surpêche.

## Description
Son Corps allongé est modérément comprimé latéralement. Sa Tête est relativement longue, son museau étroit, allongé. Pour sa mâchoire inférieure est généralement égale à la mâchoire supérieure mais peut être plus longue ou l'inverse. 
Sa Coloration globale argentée avec un soupçon de rose. Celle-ci est bleu pâle ou vert au dos, devenant bleu-vert à l'âge adulte sur les côtés, alors que la surface ventrale est blanc argenté. Elle possède une pigmentation sur les prémaxillaires et sur le dessus de la tête. Ses ailerons sont principalement clairs ou blancs, translucides, à pigmentation légèrement dispersée, alors que les nageoires pelviennes sont immaculées.

## Environnent
Ce poisson vivait en eau douce dans la zone démersale en zone tempéré. Elle vivait anciennement dans le bassin des Grands Lacs, au Canada et aux États-Unis (Réf. 1998).